# 相良茉優
相良茉優（日语：／ Sagara Mayu，1995年4月17日—），日本女性配音員。出身於京都府。身高155公分。O型血。

## 經歷
從小時候就喜歡動畫，在小學5～6年級的時候已經想成為聲優。後來迷上了深夜動畫，受《魔法少女奈葉StrikerS》當中水樹奈奈和田村由香里的主題歌及角色演繹的影響很大。
高中開始參加聲優試鏡。之後進入Pro-Fit聲優培訓學校。為了跟上每週一次的課程，在課餘時間也會進行發聲的訓練，然後從Pro-Fit聲優養成所合格。畢業後成為LINK PLAN所屬。
2019年10月7日，宣布和大西亞玖璃、內田秀、高柳知葉、首藤志奈組成5人聲優組合「Prima Porta」。
2020年9月30日，在推特上宣布離開LINK PLAN的消息，並於隔日10月1日加入CyberAgent集團旗下的DigitalDouble。
2024年5月3日，在長沙舉辦個人首場海外粉絲見面會。

## 人物
興趣：卡拉OK、找尋美食店家。特長：珠算（5段）、飛鏢、吹中音薩克斯。
與LINK PLAN時期的大西亞玖璃、內田秀關係不錯。
2017年9月，在手機遊戲《Love Live! 學園偶像祭 ALL STARS》宣佈飾演虹學園學園偶像同好會成員中須霞一角。
本身是《Love Live!》的粉絲，因此對手機遊戲《Love Live! 學園偶像祭》非常上手。

## 演出作品
※粗體字表示說明飾演的主要角色。

### 電視動畫
2015年
- 聖劍使的禁咒詠唱（學生）

2016年
- 星夢手記（原未來[11]）

2017年
- 偶像時間星光樂園（2017－2018，女學生、千亞子、風紀委員、女孩子）

2019年
- 一拳超人（女性市民E）
- 星光頻道（第九原由香里）
- 只要長得可愛，即使是變態你也喜歡嗎？（女主播）
- 流汗吧！健身少女（女學院生）
- 魔王陛下RETRY！（真奈美）

2020年
- 放學後堤防日誌（女子）
- 阿拉德：逆轉之輪（波瀾萬丈艾麗卡）
- Love Live! 虹咲學園學園偶像同好會（中須霞[12]）
- 戰翼的希格德莉法（石動·萌[13]）

2021年
- 星光魔法（甘瓜牛奶）
- 橘色榮耀！（水澤彩佳[14]）
- VISUAL PRISON 視覺監獄（粉絲）

2022年
- Love Live! 虹咲學園學園偶像同好會第二季（中須霞）
- 頂點!!!!!!!!!!!!!!!（清鶴かな[15]）
- 某天早晨變成模擬人頭麥克風後我的人生（虎ノ門うめ[16]）
- 秋葉原冥途戰爭（美容師）

2023年
- 虹咲四格 動畫版（中須霞[17]）
- 無意間變成狗，被喜歡的女生撿回家。（貓谷米可[18]）

2024年
- 虹咲四格 動畫版 2（中須霞[19]）
- 從路人角色開始的探索英雄譚（路希莉亞[20]）

2025年
- 結緣甘神神社（女學生）
- 我與尼特女忍者的莫名同居生活（琪拉・芬特爾[21]）
- 來到棒球場捕捉我吧！（沙羅[22]）
- 我們不可能成為戀人！絕對不行。（※似乎可行？）（甘織遙奈[23]）

### OVA
2023年
- Love Live! 虹咲學園學園偶像同好會 NEXT SKY（中須霞[24]）

### 劇場動畫
2024年
- Love Live! 虹咲學園學園偶像同好會 完結篇 第1章（中須霞[25]）

2025年
- Love Live! 虹咲學園學園偶像同好會 完結篇 第2章（中須霞[26]）

### 遊戲
2015年
- 家電少女（りく）
- （[27]）

2016年
- 萬千回憶（日语：サウザンドメモリーズ）

2017年
- 青空Under Girls！（日语：青空アンダーガールズ!）（相原希[28]）

2018年
- 格式塔·奧丁（相原希[29]）
- CARAVAN STORIES（日语：CARAVAN STORIES）（賽利諾[30]）

2019年
- Love Live! 學園偶像祭 ALL STARS（中須霞[10]）
- 月影特工 secret fragrance（宗近飛粹[31]）
- 問答RPG 魔法使與黑貓維茲（イーザ·マーシア）
- ω 迷宮Life（久遠柚結[32]）
- 魔法紀錄 魔法少女小圓外傳（廣江千春[33]）

2020年
- 暮蟬悲鳴時 命（公由一穗[34]）

2023年
- 尘白禁区 (芬妮·戈爾登)

### 廣播劇CD
2015年
- 舞星灑落的雷涅席庫爾（觀眾）

2017年
- （三重野理緒）

### 數位漫畫
- Luminous Blue（日语：ルミナス＝ブルー）（2019年，秋元雨音）

### 電影
- 有時不眠之夜（日语：monogatary.com#企画）（2020年）－[35]

### 廣播節目
※記號表示說明網路廣播。
- 星夢手記 私立華音學園廣播社（2016年，音泉）※[36]
- Lumina Charis！（2017年－2020年，HiBiKi Radio Station（日语：HiBiKi Radio Station））※[37]

### 網路節目
- ！茉優！（2020年－現在，niconico頻道）[38]
- ！（2020年－現在，niconico頻道）[39]
- 相良茉優的FUN！FAN！FACTORY！（2020年－現在，openrec）[40]

### 其它
- 溫泉女孩（2018年，蘆原小梅[41]）

## 音樂作品

### 角色歌曲
| 發行日期 | 標題        | 名義            | 曲名                                                    | 商業搭配                          |
| 2018年   | 2018年      | 2018年          | 2018年                                                  | 2018年                            |
| -------- | ----------- | --------------- | ------------------------------------------------------- | --------------------------------- |
| 8月29日  | STAR☆TING！ | 青空Under Girls | 「STAR☆TING！」 「」                                    | 遊戲《青空Under Girls！》相關歌曲 |
| 8月29日  | STAR☆TING！ | GE:NESiS        | 「Karisome Irony」 「 ～記憶果～」 「Beyond the tears」 | 遊戲《青空Under Girls！》相關歌曲 |

## 腳註

## 外部連結
- Digital Double公式官網的聲優簡介 （页面存档备份，存于） （日語）
- 相良茉優的X（前Twitter） （日語）
- 相良茉優的Instagram帳戶 （日語）